# Cephaleta brunniventris
Cephaleta brunniventris is een vliesvleugelig insect uit de familie Pteromalidae. De wetenschappelijke naam is voor het eerst geldig gepubliceerd in 1859 door Motschulsky.